# Wilhelm Leverkus
Wilhelm Leverkus (* 13. Februar 1808 in Wermelskirchen; † 30. November 1870 in Oldenburg (Oldb)) war ein deutscher Staatsrat, Archivar und Politiker. Unter seiner Leitung prägte er entscheidend das Staatsarchiv Oldenburg (heutige Bezeichnung: Niedersächsisches Landesarchiv (Standort Oldenburg)).

## Leben

### Ausbildung und frühe Jahre
Leverkus war der Sohn des Apothekers Wilhelm Johann Leverkus (1776–1858) und der Alexandrine Anna Catharine geb. Jaeger (1777–1856). Er besuchte von 1822 bis 1826 die Gymnasien in Kreuznach und Düsseldorf und studierte ab Herbst 1826 Geschichte und Philologie an den Universitäten Bonn und Heidelberg. 1826 wurde er Mitglied der Alten Bonner Burschenschaft, 1828 trat er außerdem der Alten Heidelberger Burschenschaft bei. Als führendes und laut seinem Freund Maximilian Heinrich Rüder auch doktrinäres Mitglied dieser Burschenschaft wurde er im September 1828 von den Heidelberger Universitätsbehörden mit verschärfter Relegation bestraft. erst nach einem längeren Aufenthalt in seiner Heimatstadt konnte er sein Studium an der Universität Berlin fortsetzen und mit einer Promotion abschließen. Allerdings konnte er als ehemaliger Burschenschafter in der Zeit der Demagogenverfolgung als politisch Verdächtiger keine Anstellung in Preußen finden. Im Frühjahr 1836 erhielt er schließlich auf Empfehlung seines Berliner Professors Friedrich Adolf Trendelenburg, der aus Eutin stammte und Kontakte zu dortigen leitenden Beamten des Großherzogtums Oldenburg verfügte, die Stelle eines Hilfslehrers am Eutiner Gymnasium. Eutin war als Residenzstadt des Hochstifts Lübeck seit 1803 Teil des Großherzogtums. Leverkus' Ehrgeiz für eine wissenschaftliche Karriere war allerdings zu groß für den Schulunterricht und so betrieb er in seiner Freizeit intensive regionalgeschichtliche Studien. Bei diesen Studien stieß er auf das halbvergessene Urkundenarchiv des Bistums Lübeck und drängte die Eutiner Regierung 1837 ihn mit der Ordnung des Bestandes zu beauftragen. Leverkus nahm die Tätigkeit mit großem Eifer an und schloss die Arbeiten bald ab.

### Tätigkeit in Oldenburg
Durch diese Tätigkeit empfahl sich Leverkus der großherzoglichen Regierung, die seit 1829 für die geplante Einrichtung eines oldenburgischen Zentralarchivs anstelle des alten, nur auf das Herzogtum Oldenburg bezogenen Landesarchivs, einen verantwortlichen Archivar suchte. 1838 wurde Leverkus zum Archivsekretär in Oldenburg ernannt und mit dem Aufbau des Haus- und Centralarchivs betraut. 1839 übernahm er nach kurzer Einarbeitungsphase die Leitung des Archivs, die er, zwischenzeitlich zum Archivar (1846), Archivrat (1856), Geheimer Archivrat (1862) und Staatsrat (1866) befördert, bis zu seinem Tod innehatte. Unter seiner Leitung wurden die Archivalien der Fürstentümer Lübeck und Birkenfeld nach Oldenburg überführt und er konnte mit der Sichtung und planmäßigen Ordnung der vorhandenen Bestände, die 1846 in dem neuen Archiv- und Bibliotheksgebäude am Damm untergebracht wurden, beginnen. Um die praktisch wissenschaftliche Nutzung zu erleichtern, fasste er dabei ohne Rücksicht auf das Provenienzprinzip vielfach Akten unterschiedlicher Herkunft nach inhaltlichen Sachgesichtspunkten zusammen. Dies erwies sich als Missgriff und musste Ende des Jahrhunderts unter Georg Sello durch Neuordnung nach dem Herkunftsgrundsatz wenigstens teilweise korrigiert werden.

### Politisches Engagement
Nach dem Ausbruch der Revolution von 1848 wandte sich Leverkus der Politik zu. Bei den Wahlen zur Nationalversammlung erhielt er in seinem Heimatkreis Lennep die zweithöchste Stimmenzahl und wurde damit Stellvertreter des gewählten Abgeordneten. Nach dessen Ausscheiden vertrat er vom 17. Oktober 1848 bis zum 20. Mai 1849 den Wahlkreis Lennep als Abgeordneter in der Frankfurter Nationalversammlung. Er gehörte zuerst der Casino-Fraktion und anschließend der Fraktion Augsburger Hof an, die als kleindeutsch und gemäßigt liberale Gruppe zum großen Mehrheitsblock des Zentrum gehörte. Leverkus trat weder im Plenum noch in seiner Fraktion besonders hervortrat und legte wie die meisten liberalen Abgeordneten am 20. Mai 1849 nach dem Abstimmungssieg der Linken sein Mandat nieder und kehrte nach Oldenburg zurück. Am Gothaer Nachparlament der ehemaligen erbkaiserlichen Abgeordneten im Juni 1849 nahm er allerdings noch teil, zog sich aber nach dem Scheitern des preußischen Unionsversuchs resigniert aus dem politischen Leben zurück und konzentrierte sich auf seine beruflichen Aufgaben.

### Gründung des Altertumsvereins
Um die regionalgeschichtliche Forschung voranzutreiben und einen organisatorischen Rahmen zu schaffen, rief Leverkus 1850 zur Gründung eines Vereins zur Erforschung und Erhaltung heimatlicher Altertümer  auf. Er entwarf ein umfangreiches Arbeits- und Publikationsprogramm für den Verein, der aber wegen kräfte- und Mittelmangel und aus Mangel an Interesse schon bald seine Tätigkeit einstellte.

### Tätigkeit in späterer Zeit
Bereits 1846 hatte der oldenburgische Großherzog August I. Leverkus mit der Materialsuche zur Begründung dynastischer Ansprüche des Hauses Holstein-Gottorp auf Schleswig und Holstein beauftragt. Ab 1853 spielte er dann eine wichtige Rolle als Berater des Großherzogs Peter II. in dieser dynastischen Frage. Nach Untersuchungen über die komplizierte staatsrechtliche Stellung der beiden Herzogtümer entwickelte Leverkus die insgesamt fragwürdige These, dass nach dem Aussterben des dänischen Königshauses die Familie Holstein-Gottorp in den Herzogtümern vorrangig erbberechtigt sei. Er stellte das Material für die Denkschrift zusammen, die der Großherzog 1864 zur Begründung seiner Ansprüche beim Deutschen Bundestag vorlegte.
Durch die starke Belastung beim Aufbau des Archivs und die schleswig-holsteinischen Sonderaufgabe veröffentlichte Leverkus mit Ausnahme des 1856 veröffentlichten Lübecker Urkundenbuch Codex diplomaticus Lubecensis, an dessen Konzeption er maßgeblich beteiligt war, keine größere wissenschaftliche Arbeit. Weiterhin – offenbar aus mangelndem Selbstvertrauen – überarbeitete er seine Manuskripte immer wieder und fand nicht die Kraft, sie zur Publikation abzuschließen.
Leverkus prägte aber als Historiker und Archivar maßgeblich das Oldenburger Staatsarchiv. Durch die mühevolle Erschließung und wissenschaftliche Bereitstellung der Quellen schaffte er die Voraussetzungen, das Institut zu einer „Forschungsanstalt für Landesgeschichte“ auszubauen.

## Familie
Leverkus heiratete am 4. Juni 1841 in Oldenburg Wilhelmine Friederike Propping (* 1820), die Tochter des Oldenburger Kaufmanns Carl Johnn Friedrich Propping. Das Paar hatte vier Töchter und vier Söhne.
Wilhelm Leverkus' Bruder Carl Leverkus ist Namensgeber der Stadt Leverkusen und Begründer des dortigen Chemiewerkes, das heute noch als Hauptsitz der Bayer AG existiert.